# Язу (река)
Я́зу (фр. Riviere des Yasoux, англ. Yazoo River) — одна из крупных рек на северо-западе штата Миссисипи, США; левый приток реки Миссисипи. Река имеет своеобразную гидрографию и тесно связана с историей США и Миссисипи, в особенности с историей Юга США и ходом Гражданской войны между Севером и Югом. В междуречье рек Язу и Миссисипи располагается важный сельскохозяйственный район штата — Дельта Миссисипи, своеобразный в историческом и этнокультурном отношении.

## Гидрография
Длина реки — 303 километров. Язу образуется при слиянии рек Таллахачи и Ялобуша в городе Гринвуд (Миссисипи), которые в свою очередь берут начало на холмистой равнине север-запада штата, и текут в юго-западном направлении. В нижнем течении река проходит по низменной пойме, сложенной из аллювиальных наносов, краснозёма и глинозёма. Поскольку наносная деятельность самой Миссисипи ещё более развита, воды Язу долго текут параллельно реке пока наконец не пробьют естественные дамбы — феномен, получившии в гидрологии термин «поток язу». Впадает в Миссисипи в районе Виксбурга, где русло также обводняет система искусственных дамб и каналов.

## Значение
Берега Язу, особенно правый, с начала XIX века отведены под сельхозугодья (хлопчатник), которые возделывались с интенсивным применением труда негров-рабов, потомки которых — афроамериканцы — составляют большинство населения бассейна реки сегодня. В последнее время эта отрасль сельского хозяйства в США убыточна.

## История
Река, в долине которой до прихода европейцев обитало племя индейцев язу, была впервые исследована французом Ля Саллем (Сир де ля Салль, Рене Робер Кавалье) в 1682 году, после чего бассейн реки был включён в состав обширный колоний Франции под названием Новая Франция. Топонимика реки неясна, но вероятно в переводе с индейских языков, название реки означает «река смерти». и действительно, бассейн реки кишел москитами, паразитами, змеями, аллигаторами.
В годы гражданской войны между Севером и Югом на реке была приведена в действие первая подводная бомба с электрическим детонатором, подорвавшая военное судно Каир в 1861 году, часть которого была поднята со дна реки у выставлена на показ в Военном парке Виксбурга. На дне реки и в наши дни продолжают покоиться останки 29 кораблей, принимавших участие в гражданской войне.